# Elkalyce turana
Elkalyce turana är en fjärilsart som beskrevs av Riley. Elkalyce turana ingår i släktet Elkalyce och familjen juvelvingar. Inga underarter finns listade i Catalogue of Life.